# Генрі Фром
Генрі Фром (дан. Henry From, 1 червня 1926, Орхус — 31 серпня 1990, Орхус) — данський футболіст, що грав на позиції воротаря за клуб «Орхус», а також національну збірну Данії. По завершенні ігрової кар'єри — тренер.

## Клубна кар'єра
У дорослому футболі дебютував 1948 року виступами за команду «Орхус», кольори якої і захищав протягом усієї своєї кар'єри гравця, що тривала чотирнадцять років. За цей час чотири рази виборював титул чемпіона Данії, стільки ж разів ставав володарем Кубка країни.

## Виступи за збірні
1952 року у складі олімпійської збірної Данії був учасником футбольного турніру на Олімпійських іграх 1952 року у Гельсінкі, щоправда лише як резервний голкіпер команди, А на Олімпійських іграх 1960 року у Римі вже був основним воротарем збірної і провів у її складі 5 матчів, пропустивши 7 голів і допомігши данцям здобути олімпійське «срібро».
1957 року дебютував в офіційних матчах у складі національної збірної Данії. Протягом кар'єри у національній команді, яка тривала 5 років, провів у її формі 23 матчі.

## Кар'єра тренера
Розпочав тренерську кар'єру, повернувшись до футболу після невеликої перерви, 1965 року, очоливши тренерський штаб рідного «Орхуса».
Протягом 1968–1969 років тренував національну збірну Данії, спочатку у тандемі з Еріком Гансеном, а згодом разом з Йоном Гансеном.
Згодом повертався на тренерський місток «Орхуса», спочатку 1971 року, а згодом протягом 1974–1975 років.
Помер 31 серпня 1990 року на 65-му році життя в рідному Орхусі.

## Титули і досягнення
- Чемпіон Данії (4):

«Орхус»: 1954-55, 1955-56, 1956-57, 1960
- Володар Кубка Данії (4):

«Орхус»: 1954-55, 1956-57, 1959-60, 1960-61
- Срібний олімпійський призер: 1960